# Ctenoneura parascutica
Ctenoneura parascutica är en kackerlacksart som beskrevs av Roth, L. M. 1993. Ctenoneura parascutica ingår i släktet Ctenoneura och familjen Polyphagidae. Inga underarter finns listade i Catalogue of Life.